# Гвидо Аретински
Гвидо Аретински (итал. Guido d'Arezzo) био је италијаски теоретичар средњовековне музике и монах. Сматра се оснивачем модерног нотног система који је имао четири линије и празнине. То је било довољно за записивање коралних мелодија. Гвидо је пронашао називе за првих 6 тонова. Његово дело Микрологус била је једна од најпознатијих средњовековних књига везаних за музику.